# Garaimari
Garaimari es una ciudad de la India situada en el distrito de Murshidabad, estado de Bengala Occidental. Según el censo de 2011, tiene una población de 29,260 habitantes.

## Geografía
Está ubicada a una altitud de 19 m s. n. m., a 174 km de la capital estatal, Calcuta, en la zona horaria UTC +5:30.